# ریزترک‌ها در سنگ

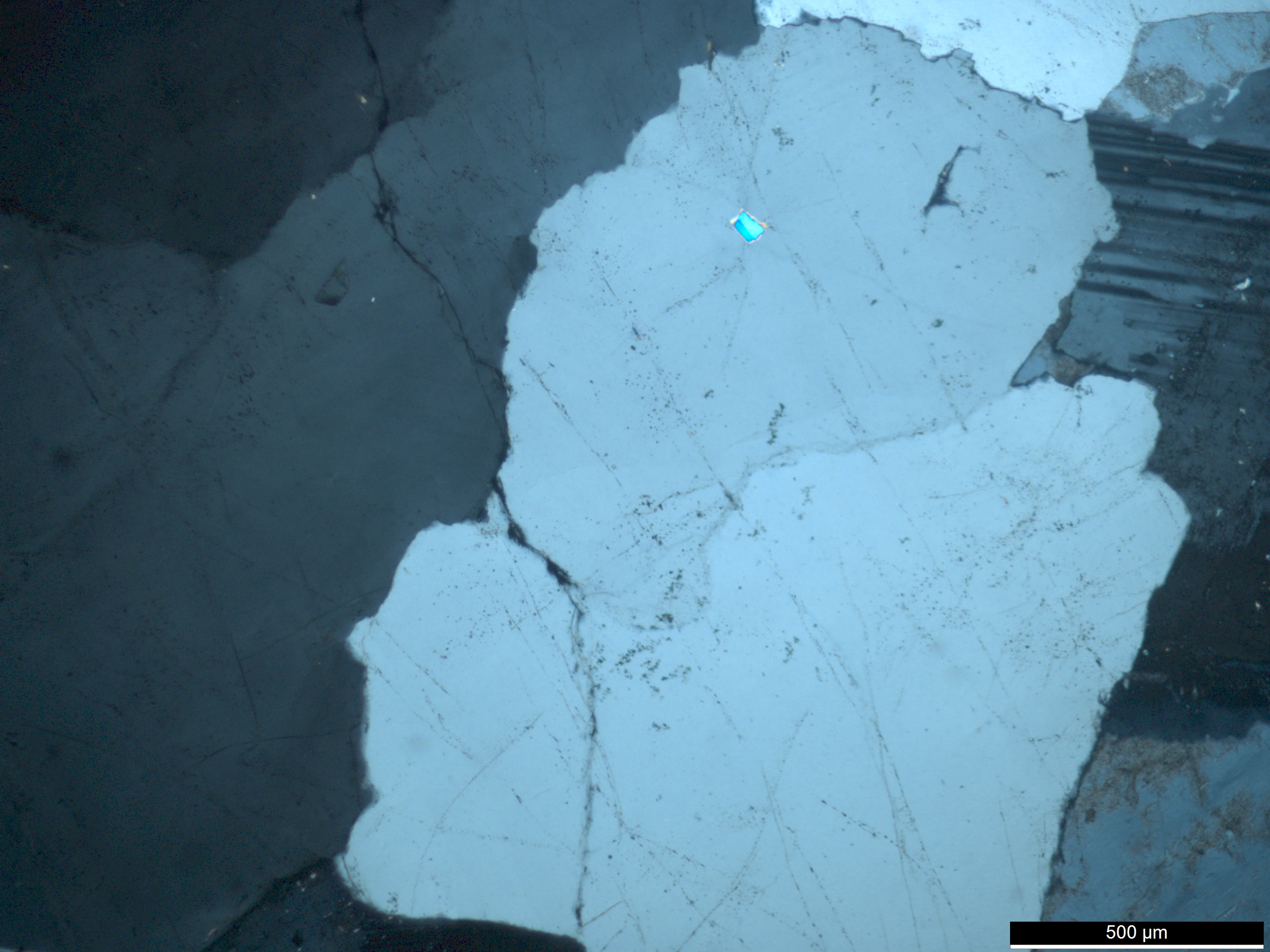
ترک درون دانه ای در امتداد دانه‌های کوارتز.

ریزترک‌ها در سنگ، که به‌عنوان ریزشکستگی و شکاف نیز شناخته می‌شوند، فضاهایی خالی در سنگ با بیشترین طول ۱۰۰۰ میکرومتر و در ۲ بعد دیگر ۱۰ میکرومتر می‌باشند. به‌طور کلی، نسبت عرض به طول ریزترک‌ها بین ۰٫۰۰۱ تا ۰٫۰۰۰۰۱ است.
با توجه به مقیاس، ریزترک‌ها را می‌توان با استفاده از میکروسکوپ مشاهده کرد تا ویژگی‌های اصلی آنها مشخص شود. چیدمان ریزترک اطلاعاتی در مورد استحکام و رفتار سنگ هنگام تغییر شکل ارائه می‌دهد. نتایج تجربی و عددی هر دو نقش بسزایی در مطالعه ریزترک‌ها، به‌ویژه در دینامیک و سینماتیک آنها دارند. ریز شکستگی‌ها در سنگ برای فهم مسائل زمین‌شناسی مانند مراحل اولیه زلزله و تشکیل گسل مورد مطالعه قرار گرفته‌اند. در مهندسی، ریزترک‌های سنگ با مشکلات مهندسی زیرزمینی، مانند فضاهای خالی عمیق زمین‌شناسی مرتبط هستند.

## انواع
به‌طور کلی ریزترک‌ها در سنگ را به چهار گروه می‌توان تقسیم کرد:
- ترک‌های مرزی دانه: ریزترک‌ها در امتداد مرز دانه هستند.[۱]
- ترک‌های داخل دانه ای: ریزترک‌ها در داخل یک دانه قرار دارند.[۱] علاوه بر این، ترک‌های درون دانه‌ای در امتداد صفحه شکاف، ترک‌های شکافی هستند.[۱]
- ترک‌های بین دانه ای: ریزترک‌ها در امتداد مرزهای دو یا چند دانه قرار دارند.[۱]
- ترک‌های ترانس دانه ای: ریزترک‌ها در سراسر دانه‌ها هستند یا در سراسر دانه‌ها از مرز دانه هستند.[۱] آنها بیشترین فراوانی را در نمونه‌های سنگ در آزمایش دارند.[۵]

تصویر در مقیاس دانه از ۴ نوع ریزترک
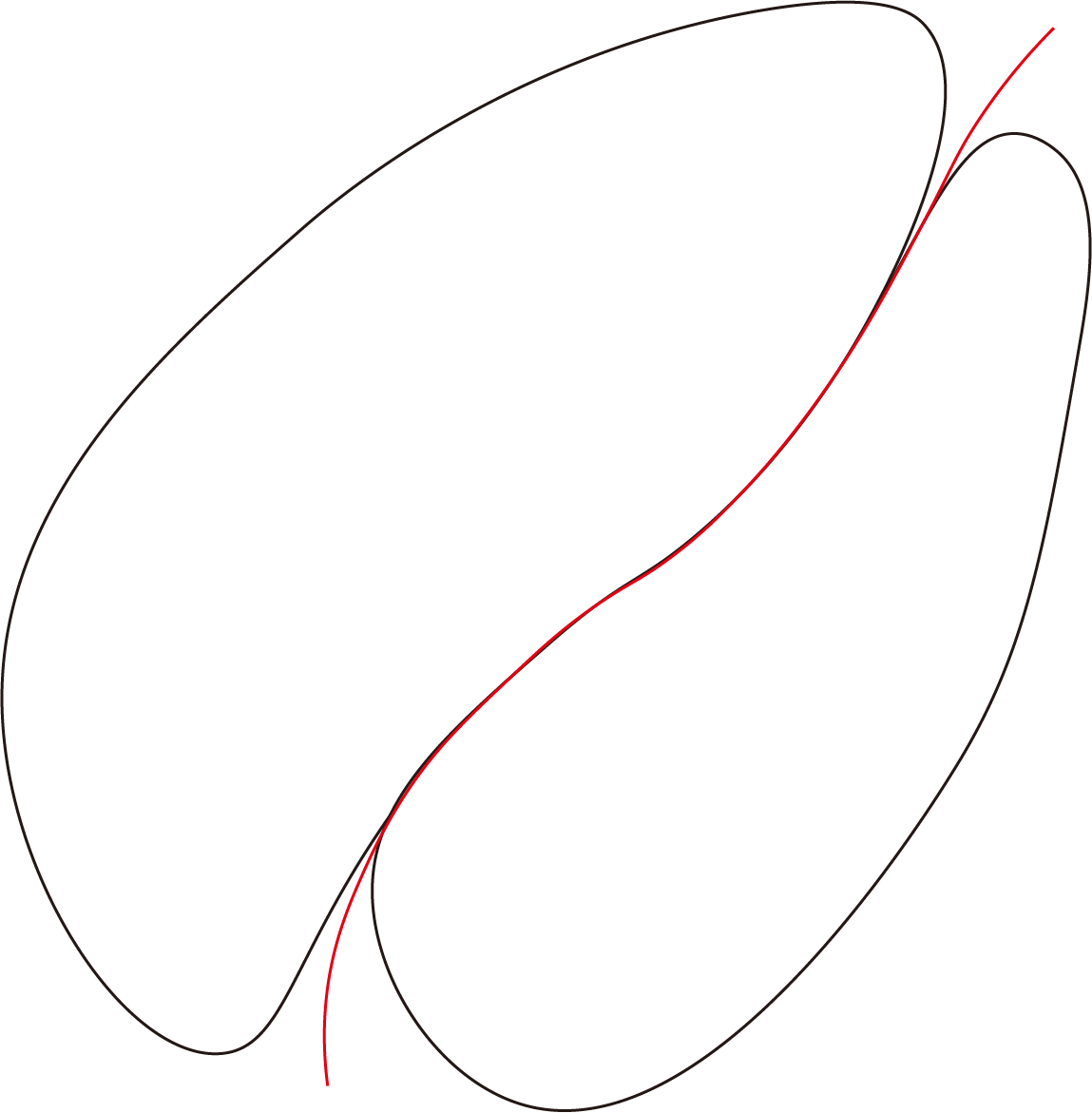
ترک مرز دانه ای
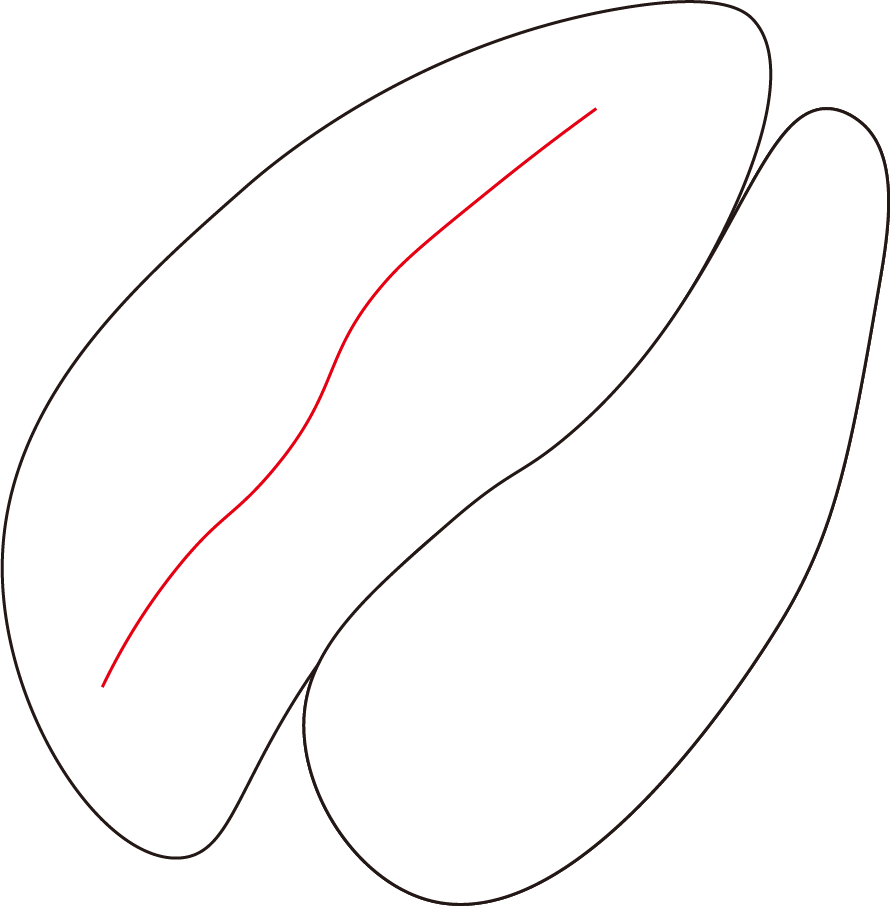
ترک داخل دانه ای
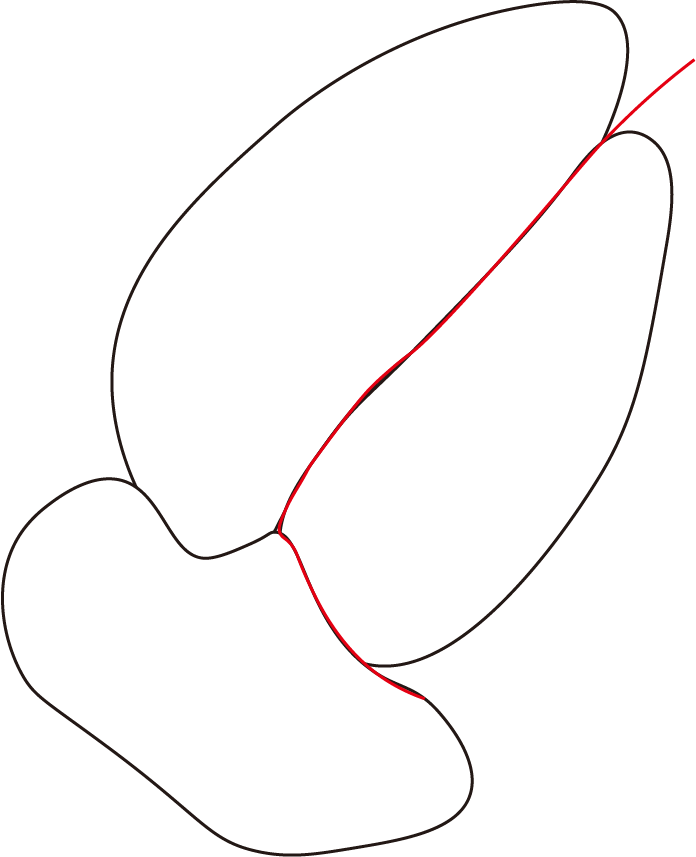
ترک بین دانه ای
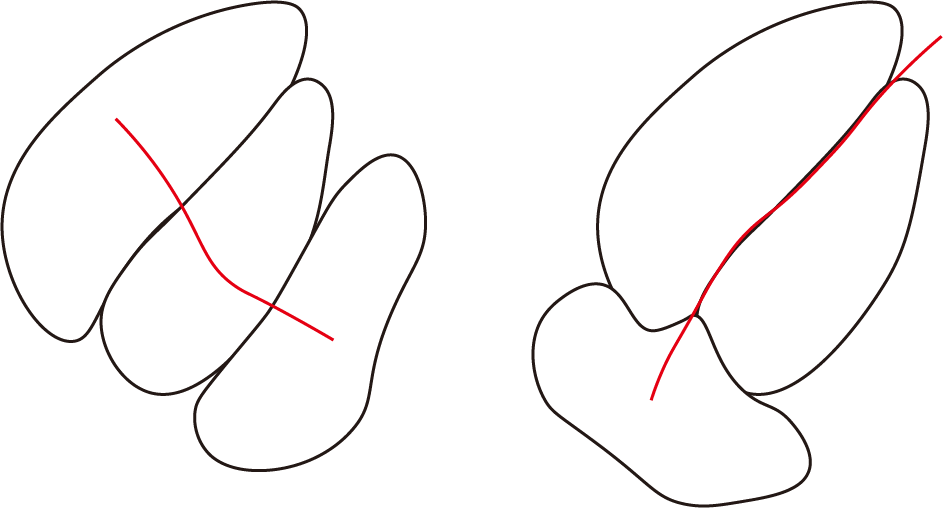
ترک ترانس گرانولار

مشخصات ریزترک‌ها جهت‌گیری، طول، عرض، نسبت این ابعاد، تعداد و چگالی آنها است. تلاش شده‌است که این ویژگی‌ها را توسط توابع ریاضی توضیح دهند. به عنوان مثال، توزیع طول ریزترک در فاصله از گسل توسط توزیع‌های لگاریتم نرمال یا نمایی توصیف شده‌است.

### جهت‌گیری
جهت‌گیری ریزترک‌ها در سنگ بدون تنش، به صورت تصادفی است. هنگامی که یک سنگ تحت تنش قرار بگیرد، روند جهت‌گیری ریزترک‌ها تقریباً موازی با حداکثر تنش اعمال شده یا محل گسل خواهند بود. برای مثال، جهت‌گیری متوسط ریزترک‌های گرانیت غربی تحت تنش، ۳۰ درجه نسبت به نقطه اثر گسل است.

### طول، عرض و نسبت ابعاد
در یک برش نازک، طول و عرض مشاهده شده لزوماً ممکن است طول و عرض واقعی یک ریزترک در سه بعد نباشد. نسبت ابعاد نسبت عرض به طول است. این نسبت معمولاً ۰٫۰۰۱ تا ۰٫۰۰۰۰۱ است. طول ترک با افزایش حداکثر تنش اعمالی افزایش می‌یابد و در نهایت منجر به کاهش نسبت ابعاد می‌شود.
چگالی و تراکم ریزترک‌ها می‌تواند تعداد ریزترک‌ها بر واحد سطح یا دانه، یا طول ریزترک بر واحد سطح باشد. تراکم ریزشکستگی‌ها در نزدیکی یک گسل به‌طور چشمگیری زیاد است، اما به سرعت در چند دانه معدنی با فاصله از گسل کاهش می‌یابد.

## مکانیسم تشکیل

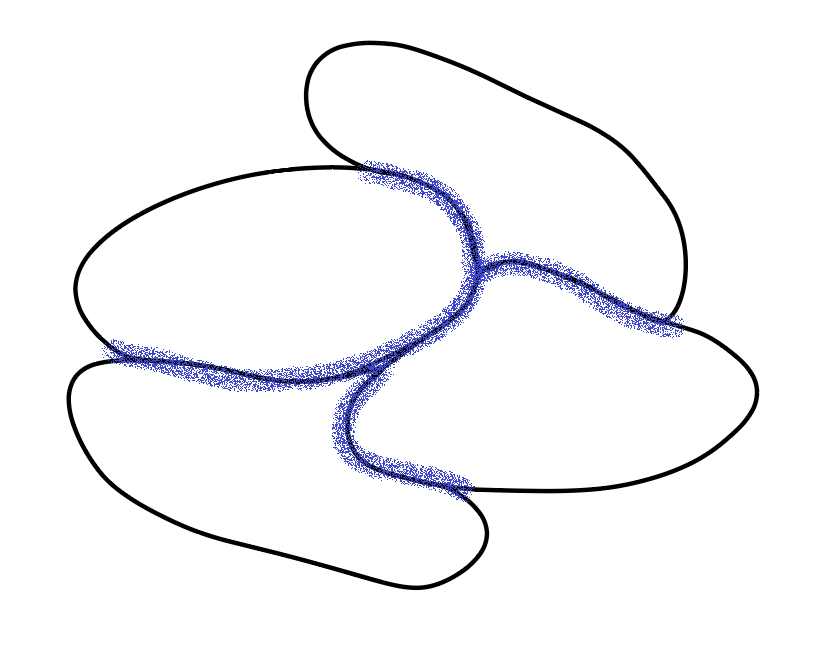
نمونه ای از ریزترک مکانیکی در مقیاس دانه. غلظت تنش به رنگ آبی در امتداد مرزهای دانه ای است که با سیاه رنگ می‌شود.

ریزشکستگی‌ها را می‌توان با اعمال تنش یا دما در سنگ ایجاد کرد.

### القای مکانیکی
ریزترک زمانی ایجاد می‌شود که تنش اعمال شده از استقامت درونی دانه‌ها فراتر رود. استحکام مصالح توانایی مقاومت آنها در برابر بار اعمال شده‌است تا خرابی رخ ندهد. خواص ذاتی سنگ مانند ناهمگونی‌های مربوط به کانی‌شناسی سبب القاء مکانیکی انواع مختلفی از ریزترک‌ها می‌شود. مکانیسم‌های زیر هم‌بستگی قوی‌ای با مکان‌هایی دارند که امکان تمرکز تنش در مقیاس دانه را فراهم می‌کنند.
- ریزترک ناشی از دوقلو:[۱] تنش‌ها در لایه‌های دوقلو متمرکز می‌شوند.[۱]
- ریزترک مرتبط با نوار پیچ خوردگی و تیغه‌های تغییر شکل:[۱] نوارهای پیچ خوردگی و تیغه تغییر شکل می‌توانند به منطقه ای برای تمرکز انرژی کرنش ذخیره شده تبدیل شوند.[۱]
- جداسازی برش:[۱] سطوح برش نقاط ضعف کریستال‌ها هستند؛ بنابراین، احتمالاً ابتدا تنش‌ها روی این سطوح ضعف متمرکز می‌شوند.[۱]
- ریزترک ناشی از غلظت تنش در مرزهای دانه:[۱] تماس بین مرزهای دانه فضایی را برای تمرکز تنش‌ها، به ویژه تنش‌های کششی فراهم می‌کند.[۱]
- ریزترک ناشی از غلظت تنش در اطراف حفره‌ها:[۱] ترک‌ها و منافذ از قبل موجود در یک دانه اجازه تمرکز تنش را می‌دهد.[۱] این نوع تمرکز تنش به جهت‌گیری و هندسه این ریزحفره‌های از قبل موجود و همچنین خواص مکانیکی مواد اطراف بستگی دارد.[۱]
- عدم تطابق الاستیک ناشی از ریزترک:[۱] هر نوع کانی خاصیت ارتجاعی خاص خود را دارد.[۱] هنگامی که دو کانی مجزا تماس خوبی بین مرزهای خود داشته باشند، تنش اعمال شده، مرز کانی سفت‌تر را از تماس دور می‌کند.[۱] بنابراین، ریزترک‌های تشکیل شده در کانی سفت‌تر، ترک‌های کششی هستند.[۱]
- ترجمه و چرخش دانه:[۱] در سنگ کریستالی، لغزش در امتداد مرزهای دانه می‌تواند ناشی از تنش‌های انحرافی باشد که منجر به ترک‌های مرزی دانه‌ها می‌شود.[۱] در سنگ آواری، دانه‌ها ممکن است توسط دانه‌های همسایه چرخانده شوند و ترک‌هایی در سیمان یا در امتداد مرز دانه ایجاد کنند.[۱]

### القای حرارتی
القای حرارتی ریزترک‌ها، به تشکیل شدن ریزترک‌ها به وسیله اثرات دمایی اشاره دارد. گرمایش یا سرمایش به ترتیب می‌توانند به انبساط یا انقباض حرارتی بین دانه‌ها منجر شوند. مواد معدنی با خواص ترمو-الاستیک متفاوت واکنش‌های متفاوتی نسبت به سرمایش یا گرمایش دارند و در نتیجه ریزترک ایجاد می‌شود. همچنین، در مرزهای داخلی دانه‌ها گرادیان‌های حرارتی نیز ممکن است اجازه تمرکز تنش را بدهند، بنابراین ریزترک‌ها تشکیل می‌شوند.

## سیر تکاملی
تکامل ریزترک‌ها از طریق آزمایش مورد بررسی و مطالعه قرار گرفته‌است. زمانی که نیرویی به یک نمونه سنگ اعمال می‌شود، در آغاز ریزترک‌ها به صورت تصادفی در فضا ایجاد می‌شوند. سپس با بارگذاری مداوم، حالت موضعی بیشتر و بیشتر و شدیدتر می‌شود. این پدیده محلی سازی ترک نام دارد. نظریه شکست به توضیح چگونگی تکامل ریزترک‌ها همراه با افزایش بارگذاری کمک می‌کند:
1. تشکیل ریزترک‌ها از ریزترک‌های از قبل موجود شروع می‌شود.
2. ریزترک‌های تازه تشکیل شده به صورت جداگانه در اندازه رشد می‌کنند.
3. تعداد ریزترک‌های در حال رشد نیز افزایش می‌یابد.
4. ریزترک‌های در حال رشد با تشکیل و رشد بیشتر ترک‌ها شروع به تعامل می‌کنند.
5. رشد ریزترک‌ها به‌طور ناگهانی شدید و موضعی می‌شود و منجر به شکست ماکروسکوپی می‌شود.

پس از شکست، تراکم کلی ریزترک در نزدیکی گسل بیشتر می‌شود و دور از گسل به سرعت کمتر می‌شود. علاوه بر این، تراکم شکست‌های فرا دانه‌ای در فاصله کمی از گسل افزایش می‌یابد، در حالی که تراکم ترک‌های مرزی دانه‌ای کمتر است.وصل شدن مناطق ترک متراکم محلی، آرایه‌های ترک و مرز دانه‌ها در نهایت یک ماکروترک را تشکیل می‌دهد.
پیش از ایجاد شدن یک گسل، یک منطقه فرایند شکست (FPZ) وجود دارد. این منطقه ای از ریزترک‌ها در نزدیکی نوک یک ترک از سنگ است. این با محلی سازی ترک همراه است و با تلف شدن انرژی در رابطه است. اندازه یک منطقه فرایند شکست با اندازه نمونه در ارتباط است. هر مقدار اندازه نمونه بزرگتر باشد، اندازه منطقه فرایند شکست بزرگتر خواهد بود. وقتی اندازه نمونه بزرگتر از اندازه تعیین شده باشد، این رابطه دیگر صحت نخواهد داشت.
ناهمگون بودن سنگ، رفتار ریزترک را بسیار پیچیده‌تر از سایر مواد ساده می‌کند. عوامل کنترل‌کننده رفتار ریزترک خوردن هنوز شناسایی و مطالعه می‌شوند:
- نوع و ترکیب سنگ: انواع سنگ‌ها را می‌توان به سنگ‌های کریستالی شامل سنگ‌های آذرین و سنگ‌های دگرگونی و همچنین سنگ‌های رسوبی شامل سنگ‌های رسوبی آواری و شیمیایی طبقه‌بندی کرد.[۱] به عنوان مثال، بسیاری از مطالعات نشان می‌دهد که محتوای کوارتز یک سنگ تأثیر زیادی بر تعداد ریزترک‌ها دارد.[۱][۳][۶][۸]
- نقاط ضعف از قبل موجود: آنها در حال حاضر در سنگ هستند، به عنوان مثال، سطوح برش مواد معدنی، منافذ، و ترک.[۱]
- حالت تنش: حالت سنگی که تنش‌ها را تجربه می‌کند.[۱]

## بهبود
علاوه بر ایجاد ریزترک‌ها، ریزترک‌های سنگ را می‌توان با بستن ریزترک یا ترمیم ریزترک بازیابی کرد. بازیابی ریزترک به‌طور مستقیم موجب کاهش نفوذپذیری سنگ می‌شود.

### بسته شدن ریزترک
می‌تواند به دلیل زیاد شدن تنش اعمالی یا کم شدن تنش مؤثر باشد. برای مثال، ریزترک‌های عمود بر جهت حداکثر تنش بسته می‌شوند. اگرچه، در طبیعت، بخش‌هایی از یک ریزترک قادر است در جهات گوناگون باشد. به همین دلیل منجر به بسته شدن ناقص می‌شود که برخی از قسمت‌های ریزترک بسته می‌شوند در حالی که برخی از قسمت‌ها هنوز باز هستند.

### درمان ریزترک
درمان ریزترک، با هدایت و انتقال سیال شیمیایی در ریزترک‌ها انجام می‌شود.برای مثال، بهبود ریزترک‌ها در کوارتز توسط دما فعال می‌شود. بهبودی در کوارتز هنگامی که درجه حرارت از ۴۰۰ درجه سلسیوس عبور کند سریع تر می‌شود میزان بهبودی نیز به اندازه ترک بستگی دارد. هر چه ترک‌ها کوچکتر باشند، سریعتر بهبود می‌یابند.
ریزترک‌ها در ویژگی‌های سنگ از جمله سختی، استحکام، مدول الاستیک، نفوذپذیری، چقرمگی شکست و سرعت موج الاستیک مؤثر هستند.

## روش‌شناسی مطالعه ریزترک‌ها
مطالعات ریزترک‌ها بر توزیع و پراکندگی ویژگی‌ها و رفتار ریزترکی متمرکز است. آزمایش‌های متعددی در دهه‌های گذشته با هدف مطالعه ریزترک‌ها در سنگ انجام شده‌است، در حالی که در سال‌های اخیر به علت پیشرفت فناوری، مطالعات عددی نیز به صورت گسترده برای مطالعه ریزترک‌ها مورد استفاده قرار گرفته‌اند. از این مطالعات برای قیاس آن با شرایط طبیعی استفاده می‌شود.

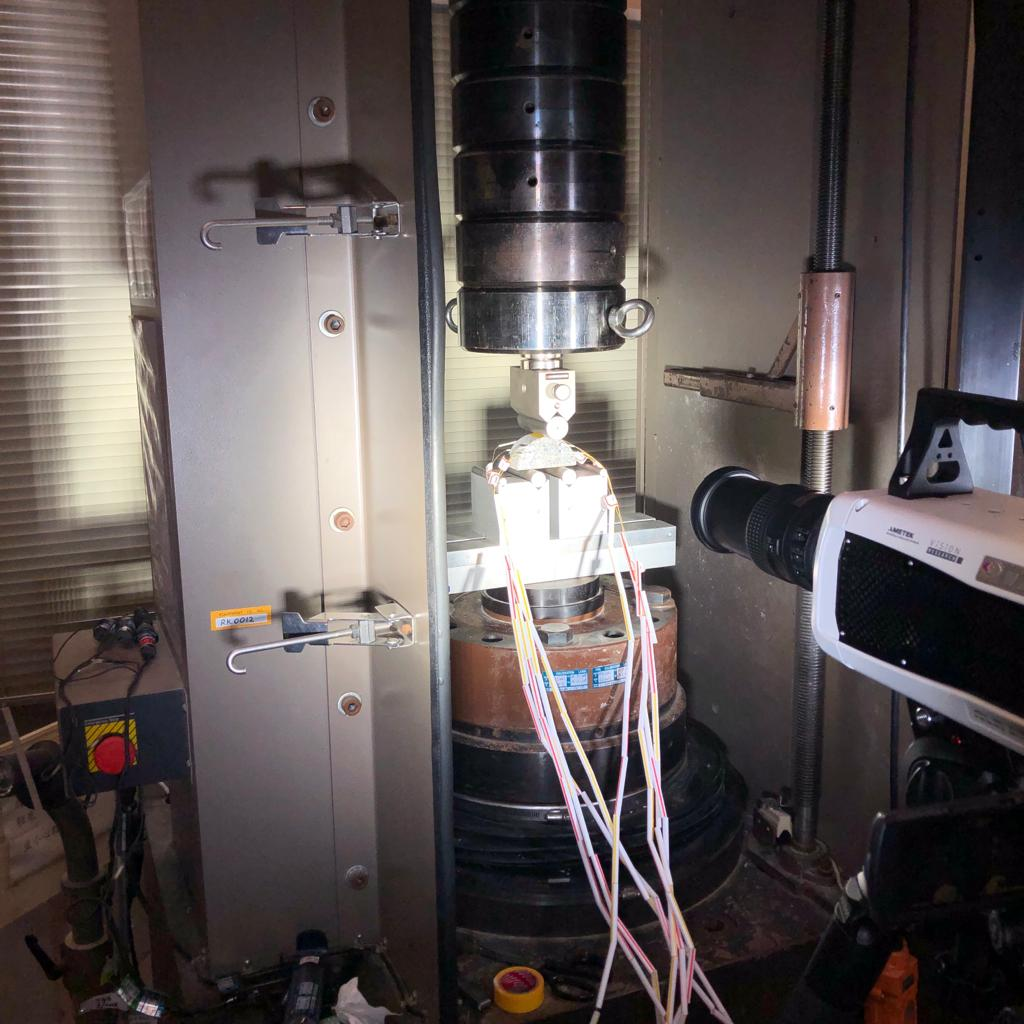
گرانیت خمشی نیمه دایره ای تحت بارگذاری در آزمایشگاه.

### مطالعه تجربی
مطالعه تجربی، آنالیز و بررسی نمونه‌های سنگی‌ای است که در آزمایشگاه به آنها تنش اعمال می‌شود. دو روش شایع و متداول برای مطالعه ریزترک‌ها وجود دارد. مشاهده مقاطع نازک به وسیله میکروسکوپ برای به دست آوردن توزیع طول، عرض و نسبت ابعاد، تعداد و تراکم و همچنین جهت‌گیری ریزترک است. روش دیگر بهره‌گیری از انتشار آکوستیک برای تشخیص و نظارت بر رشد ریزترک است. نتایج تجربی می‌توانند به دانشمندان در توسعه نمونه‌های عددی، مانند شبیه‌سازی رشد الگوی شکست کمک کند.
آزمایش‌های بسیاری بر روی مکانیسم شکست سنگ در آزمایشگاه انجام شده‌است، اما این آزمایش‌ها ممکن است نیازهای گوناگونی از شکل‌گیری و پیکربندی نمونه و طرح بارگذاری داشته باشند. آنها دو عامل مهم کنترل‌کننده رفتار ریزترک‌ها مانند توسعه و گسترش آنها هستند.

#### پیکربندی نمونه
پیکربندی نمونه به ابعاد یک نمونه و ترک مصنوعی ایجاد شده در آن اشاره دارد. سنگ‌های نمونه عموماً از هسته‌های سنگی به دست می‌آیند. در نتیجه، شکل استوانه، خم شورون، و خم نیم دایره (SCB) اشکال نمونه متداول و مورد استفاده در مطالعات تجربی هستند. برای مثال، یک مورد نمونه خمشی نیم دایره ای یک ترک مصنوعی را در خود دارا است که به آن شکاف نیز می‌گویند. برای کنترل مورفولوژی شکستگی سنگ استفاده می‌شود. دو گونه ناچ قابل القاء هستند: یکی بریدگی شورون یا بریدگی مستقیم. یکی نمونه خم نیم دایره ای با شکاف مستقیم (SNCCB) که خود یک بریدگی با انتهای صاف را دارا است، ضمن اینکه یک نمونه بریدگی نیمه دایره ای (CNSCB) دارای یک دهانه وی شکل به هوا است.

#### طرح بارگیری

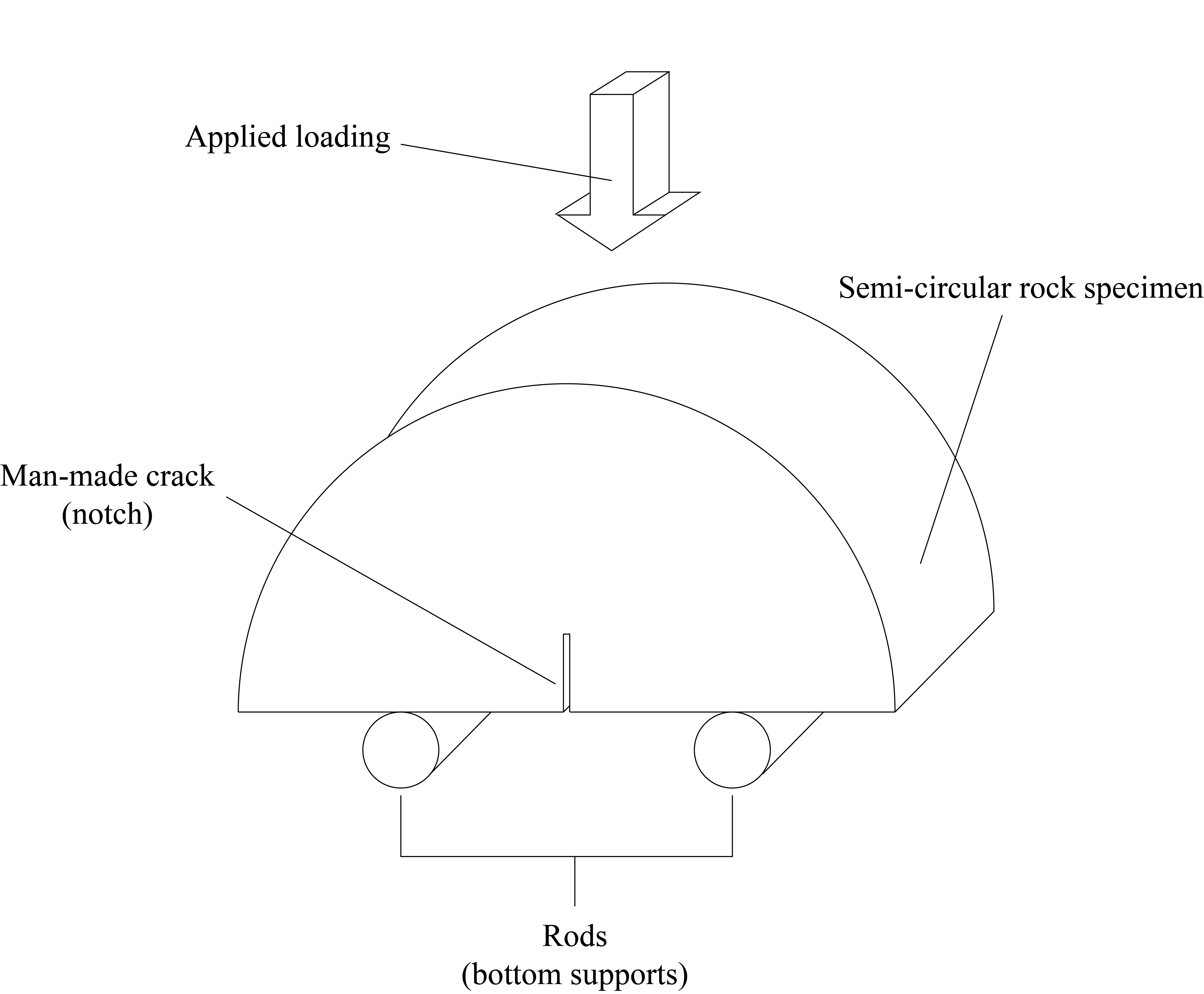
نمونه ای از طرح‌های بارگیری حالت I

در مکانیک شکست، با سه روش بارگذاری نیرو می‌توان این ترک را ایجاد کرد به طوری که قادر به انتشار باشد. روش اول (باز شدن)، روش دوم (برش درون صفحه) و روش سوم (برش خارج از صفحه) می‌باشد. با انواع طرح‌های بارگذاری می‌توان این حالت‌های بارگذاری را به دست آورد. شکستگی‌های حالت اول متداول‌ترین ریزترک‌های سنگ در حالت طبیعی هستند.

#### انتشار آکوستیک
انتشار آکوستیک (AE) یک موج الاستیک با فرکانس بالا است. که این موج با ایجاد ریزترک تولید می‌شود و با سرعت رشد ریزترک در ارتباط است. سنسورهای انتشار آکوستیک به سطح نمونه وصل می‌شوند. آنها سیگنال‌های تولید شده در طول مدت ایجاد ریزترک را جمع‌آوری می‌کنند. این داده‌ها را می‌توان برای شرح رفتار ریزترک‌ها مورد استفاده قرار داد. اشاره شد که یک انتشار صوتی شناسایی شده لزوماً سازنده ریزترک نمی‌باشد.
انواع داده‌های به‌دست آمده از حسگرهای انتشار صوتی عبارتند از:
- شمارش انتشار آکوستیک و نرخ شمارش انتشار صوتی: شمارش انتشار صوتی تعداد رویدادهای انتشار صوتی شناسایی شده‌است، در حالی که نرخ شمارش انتشار صوتی تعداد انتشار صوتی در واحد زمان است.[۱۶]
- شکل موج گسیل صوتی: شکل موج گسیل صوتی شامل زمان تأخیر، سطح آستانه، زمان تحریک، مدت زمان و حداکثر دامنه است.[۱۶]

این دو نوع داده متضمن اطلاعات زیر هستند:
- شمارش رویداد: رویدادهای شمارش گسیل صوتی در طول زمان را می‌توان با کمیت اندازه‌گیری شده، مانند تنش و کرنش مقایسه کرد.[۸][۱۵][۱۶]
- مکان منبع: مکان منبع یک رویداد انتشار آکوستیک را می‌توان از اندازه‌گیری‌های متعدد شکل موج‌های یک رویداد انتشار صوتی به دست آورد.[۸][۱۶]
- رهاسازی انرژی و رابطه گوتنبرگ-ریشتر: برای توصیف رابطه بین بزرگی زمین لرزه‌ها و تعداد آنها استفاده می‌شود، اما در صورت استفاده از سنسورهای بیشتری نیز نماینده انرژی انتشار آکوستیک است.[۱۶]
- مکانیسم منبع: اگر قطبیت حرکت موج P اولیه در چندین حسگر ثبت شده باشد، مکانیسم منبع را می‌توان از یک راه حل صفحه خطا تجزیه و تحلیل کرد.[۱۶]

#### محدودیت
- مشاهده ریزترک‌ها در زیر میکروسکوپ: گاهی تشخیص ریزترک‌ها دشوار است. به عنوان مثال، تشخیص ترک‌های بین دانه ای از ترک‌های درون دانه ای دشوار است.[۷] همچنین تشخیص اینکه این ترک تک‌دانه ای است یا ترک‌های چند دانه ای که به هم متصل هستند دشوار است.[۱] همچنین، طول یک ترک بین دانه ای ممکن است شامل طول ترک‌های مرزی دانه باشد.[۱] طول و عرض ریزترک‌ها از منظر دو بعدی ثبت می‌شود.[۱] ممکن است کاملاً ابعاد واقعی آنها را منعکس نکند.[۱][۷]
- تغییرات نتایج تجربی از پیکربندی و طرح بارگذاری نمونه‌های مختلف: چندین پیکربندی نمونه و طرح بارگذاری وجود دارد. با استفاده از پیکربندی و طرح بارگذاری مختلف، خواص شکست همان سنگ از جمله رفتار ریزترک می‌تواند متفاوت باشد.[۷][۸] مناسب‌ترین پیکربندی نمونه و طرح بارگذاری هنوز در حال بحث است.

### مطالعه عددی
از مطالعه عددی برای درک مسائل پیچیده مربوط به مکانیک سنگ کمک می‌گیرند. چهار نوع مدل مورد استفاده در مدل‌سازی ریزترک‌ها در سنگ عبارتند از: مدل‌های برپایه ذره، مدل‌های برپایه بلوک، مدل‌های برپایه دانه و مدل‌های برپایه گره. از آنجایی که مدل‌های برپایه دانه می‌توانند همه مدل ریزترک را در بر بگیرند، برای درک رفتار ریزترک‌ها مفید هستند.

## مفاهیم زمین‌شناسی
مطالعه تجربی ریزترک‌ها اطلاعاتی را در مورد شکل‌گیری گسل‌ها و ریزترک‌ها در طبیعت ارائه می‌دهد. مطالعات ریزترک‌ها به وسیله CL و مطالعات گنجاندن سیال، قادر به ترمیم و بازسازی رشد شکستگی‌ها از ریزترک‌ها هستند. جمعیت ریزترک‌ها به سبب تشخیص این مهم که آیا جداشدگی حاصل از لغزش زمین است یا تکتونیک مفید است. منطقه فرایند شکست (FPZ) می‌تواند برای تشخیص نفوذپذیری محدوده‌های حاوی گسل که جریان سیال را کنترل می‌کند، استفاده شود. در نتیجه، ریزشکستگی‌ها می‌توانند برای سنجش گذشته و تاریخچه تنش یا تاریخچه حرکت سیال سنگ مفید باشند. انتشار صوتی ناشی از رشد ریزشکستگی می‌تواند به درک زلزله کمک کند.

## پیامدهای مشکلات مهندسی زیرزمینی
ریزترک‌ها می‌توانند بر ویژگی‌های حرارتی و انتقال سنگ تأثیر بگذارند. مطالعات ریزترک‌ها در سنگ، اطلاعات با ارزشی در مورد مسائل مهندسی زیرزمینی به شرح زیر ارائه می‌کند:

### مخزن زمین‌شناسی عمیق
مخزن زمین‌شناسی عمیق یک مخزن و فضای خالی عظیم زیرزمینی برای دفع زباله‌های پرتوزا مانند سوخت هسته‌ای استفاده می‌شود. که در عمق صد متری درون توده سنگی پایدار قرار دارد. این مخازن عمیق زمین‌شناسی در سراسر جهان مانند ایالات متحده (WIPP) و فنلاند (نیروگاه هسته ای Olkiluoto) قرار دارد.

### مخزن زمین گرمایی
مخزن زمین گرمایی یکی از سه بخش یک سامانه زمین گرمایی می‌باشد که نقش یک منبع انرژی را دارا است. این توده سنگی، متخلخل و نفوذپذیر می‌باشد، به گونه‌ای که جریان همرفت آب گرم و بخار آب محبوس شده و شارژ دوباره گرما می‌تواند رخ دهد. مخزن زمین گرمایی ایده‌آل یک ماتریس سنگی شکسته و بسیار نفوذپذیر است.
مخزن هیدروکربنی یک مخزن و فضای خالی عظیم در اعماق زمین است که هیدروکربن‌ها را درون خود نگه می‌دارد. سنگهای مخزنی دارای تخلخل و نفوذپذیری بالایی می‌باشند در حالی که سنگهای اطراف که همانند سد عمل می‌کنند نفوذپذیری پایینی دارند. در نتیجه، هیدروکربن‌هایی که به صورت مایع یا گاز وجود دارند، در سنگ‌های مخزنی محبوس می‌شوند در آنجا باقی بمانند.

### ذخیره‌سازی زیرزمینی CO2
جمع‌آوری و دفن کردن CO 2 در مخازن زیرزمینی راه حلی برای حذف CO 2 موجود در جو است. این مخازن متشکل از سنگ‌های متخلخلی هستند که توسط سنگ‌های غیر متخلخل احاطه شده‌اند به گونه ای که می‌تواند CO2 را برای مدت طولانی به دام بیندازد. یک مخزن نفت و گاز تخلیه شده که منبع انرژی ندارد یکی از نمونه‌هایی است که برای ذخیره‌سازی زیرزمینی استفاده می‌شود.